# Paris Jean-Bouin
Le Paris Jean-Bouin est un club omnisports français fondé le 1er novembre 1903 sous le nom de Club athlétique de la Société générale.
C'est à l'origine le club sportif de la banque Société générale, d'où son nom. Trop corporatiste dans sa dénomination, le club se mue en 1919 en Club athlétique des sports généraux. Les règlements sportifs français l'exigeaient désormais.
Au début le club s'installe au milieu des serres de la Ville de Paris, sur ce qui deviendra par la suite le Stade Roland Garros. Par la suite, en 1925, la ville de Paris donne un grand espace Avenue du Général Sarrail. Depuis 1969 le CASG possède une concession au Bois de Boulogne surnommée "Le Petit Jean-Bouin". Le domaine compte quatre courts de tennis, un club-house, des vestiaires, un parc de stationnement et un restaurant.
En 2002, la Société générale laisse la place au Groupe Lagardère à la tête du club. Ce dernier est alors rebaptisé « Paris Jean-Bouin » en référence au stade principal du club : le stade Jean-Bouin, situé dans le 16e arrondissement de Paris.
Le Paris Jean-Bouin entretient d'étroites relations sportives avec le Stade français, club situé au complexe sportif Géo-André, de l'autre côté du Parc des Princes par rapport au stade Jean-Bouin.

## Sections actives

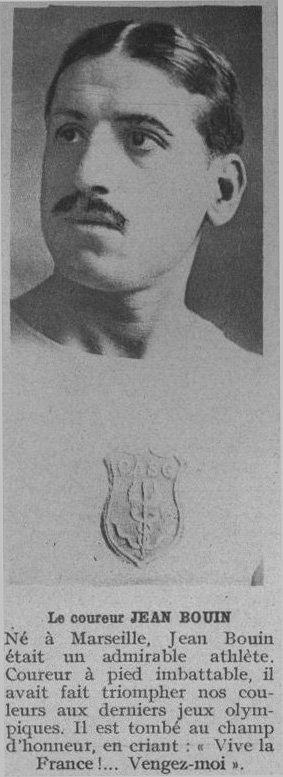
Jean Bouin portant le maillot du CASG.

- Athlétisme
- Basket-ball
- BridgeJean Bouin portant le maillot du CASG.
- Hockey sur gazon
- Tennis

## Anciennes sections
- Cyclisme
- Football

- Lutte
- Natation
- Pelote basque
- Rugby à XV (voir CASG (rugby à XV) et Stade français Paris rugby)
- Volley-ball (voir CASG volley-ball)

## Galerie

Ancien logo, Club athlétique de la Société générale
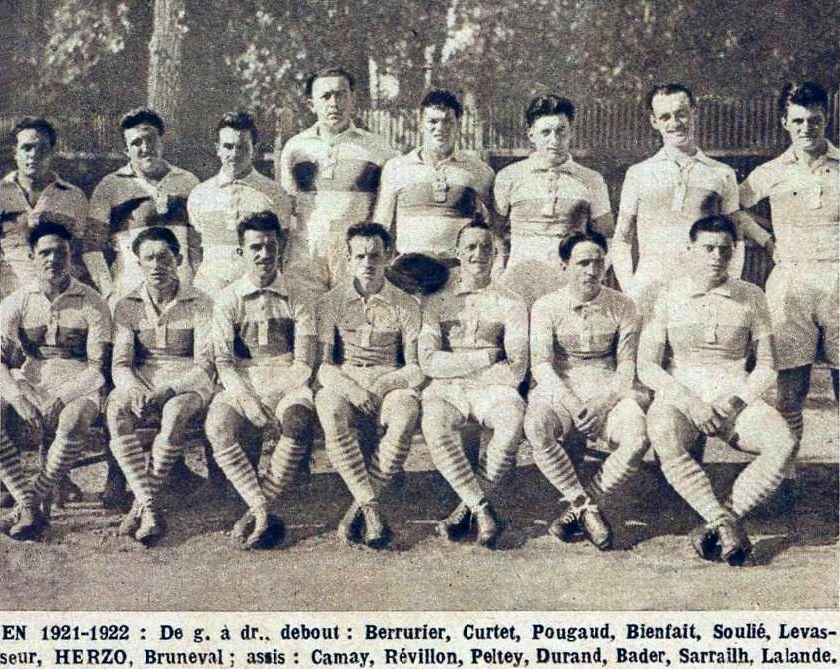
Photo du match de rugby du CASG
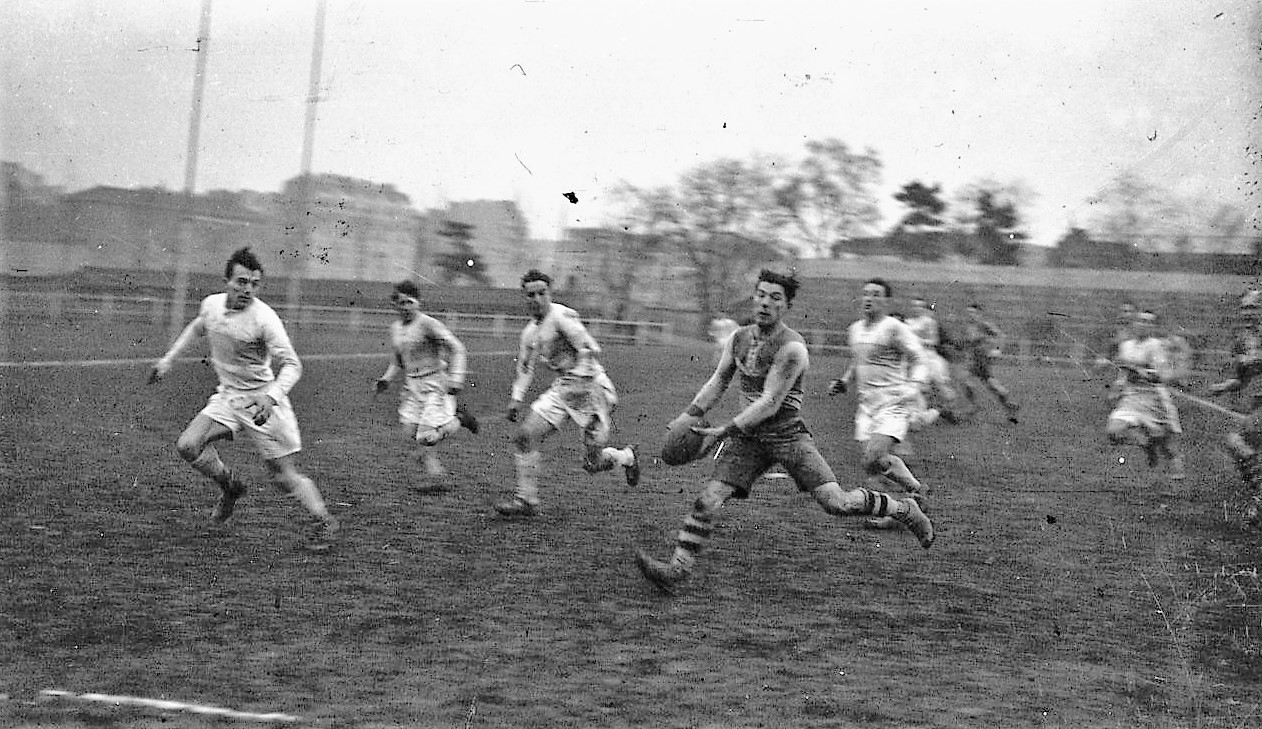
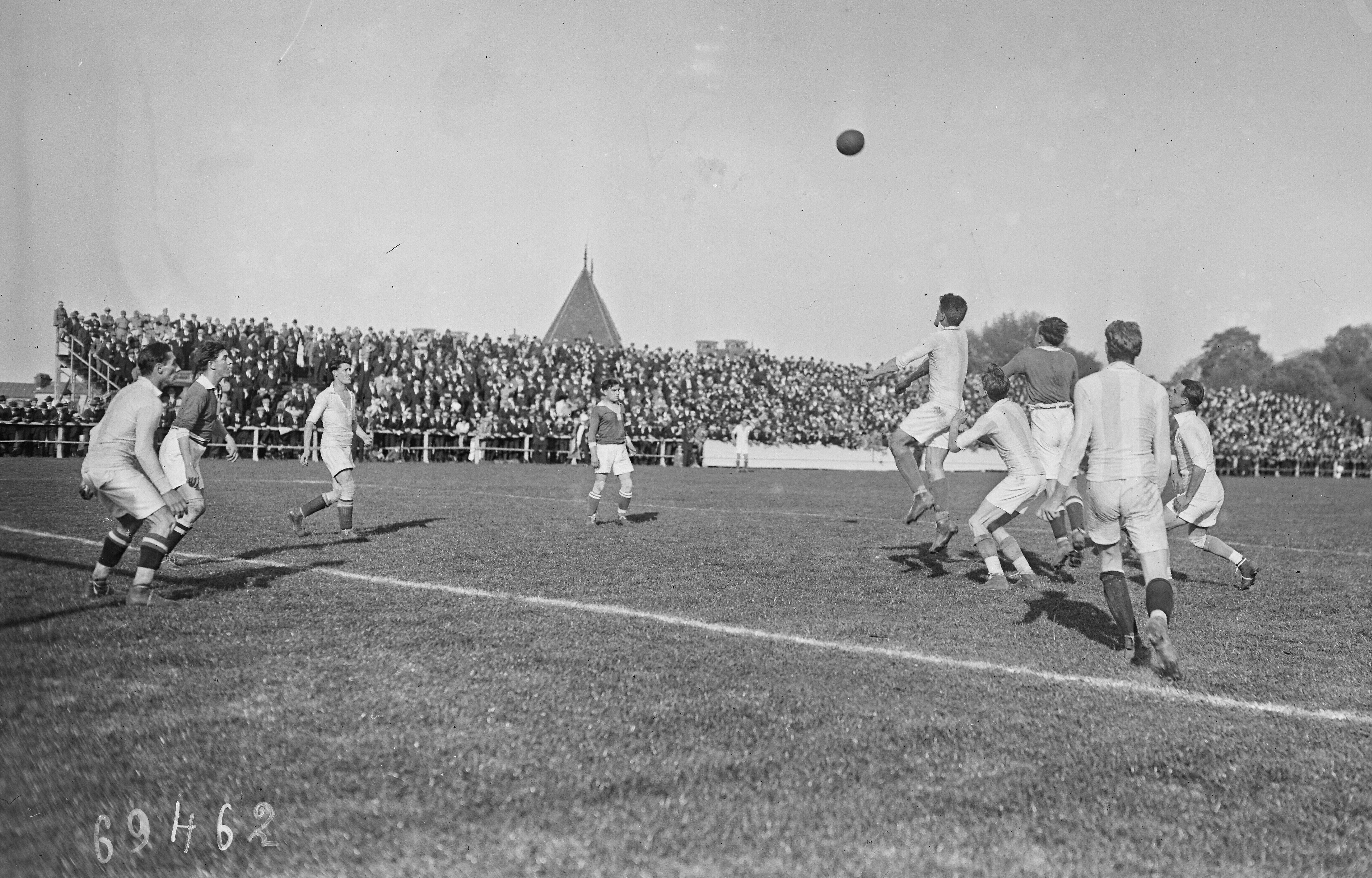